# Tripteroides exnebulis
Tripteroides exnebulis är en tvåvingeart som beskrevs av Bonne-wepster 1948. Tripteroides exnebulis ingår i släktet Tripteroides och familjen stickmyggor. Inga underarter finns listade i Catalogue of Life.